# Морель, Пьер (кинематографист)
Пьер Морель (фр. Pierre Morel, род. 12 мая 1964 года) — французский кинорежиссёр и кинооператор. Морель впервые прославился в 2004 году после картины «Тринадцатый район», за которой последовали «Заложница», «Из Парижа с любовью» и «Ганмен».

## Биография
После окончания киношколы Пьер Морель дебютировал в 2000 году в качестве кинооператора в фильме Ришара Берри «Искусство обольщения» (фр. L’Art (délicat) de la séduction). В дальнейшем продолжил работу как кинооператор с режиссёрами Луи Летерье, Кори Юэнь, Нэнси Майерс, Алек Кешишян, Люк Бессон и Филип Этвелл.
В 2004 году Пьер Морель снял свой первый фильм «Тринадцатый район», за которым последовала картина «Заложница» (2008 год), а затем — «Из Парижа с любовью» (2010 год).
В январе 2010 появилась информация, что Морель станет режиссёром новой экранизации книги Фрэнка Герберта «Дюна». Он должен был заменить Питера Берга, который покинул проект в октябре 2009. Осенью 2010 Морель тоже покинул проект.

## Обвинения в расизме и исламофобии
Многие критики полагают, что Морель снимает «откровенно расистские» фильмы, в которых изображает албанцев, арабов и азиатов в отрицательных ролях. Газета The Telegraph писала: «фильм „Заложница“ — сосредоточие расистских стереотипов об арабах и восточных европейцах».

## Фильмография
| Год  |   | Русское название           | Оригинальное название    | Роль     |
| ---- | - | -------------------------- | ------------------------ | -------- |
| 2002 | ф | Перевозчик                 | The Transporter          | оператор |
| 2004 | ф | Американец                 | L'américain              | оператор |
| 2004 | ф | Тринадцатый район          | Banlieue 13              | режиссёр |
| 2005 | ф | Дэнни — цепной пёс         | Danny the Dog            | оператор |
| 2006 | ф | Любовь и другие катастрофы | Love and Other Disasters | оператор |
| 2007 | ф | Война                      | War                      | оператор |
| 2007 | ф | Такси 4                    | Taxi 4                   | оператор |
| 2008 | ф | Заложница                  | Taken                    | режиссёр |
| 2010 | ф | Из Парижа с любовью        | From Paris with Love     | режиссёр |
| 2015 | ф | Ганмен                     | The Gunman               | режиссёр |
| 2018 | ф | Багровая мята              | Peppermint               | режиссёр |
| 2023 | ф | Телохранитель на фрилансе  | Freelance                | режиссёр |
| TBA  | ф | Чёрная канарейка           | Canary Black             | режиссёр |